# Kozice Górne
Kozice Górne [pronunciación en polaco: /kɔˈʑit͡sɛ ˈɡurnɛ/] es un pueblo ubicado en el distrito administrativo de Gmina Piaski, dentro del Condado de Świdnik, Voivodato de Lublin, en Polonia oriental. Se encuentra aproximadamente a 6 kilómetros al oeste de Piaski, a 13 kilómetros al sureste de Świdnik, y a 21 kilómetros al sureste de la capital regional Lublin.